# Giulio Maggi
(Paolo Cirri, Le lettere del volontario garibaldino Giulio Maggi (1866), Novara, 2008)
Giulio Maggi (Novara, 7 marzo 1846 – America, ...) è stato un patriota italiano,  volontario decorato della campagna garibaldina del 1866 in Trentino.

## Biografia
Nacque a Novara nel 1846 da Giovanni e Marianna Bellotti. Con lo scoppio della terza guerra di indipendenza tra il Regno d'Italia e l'Impero d'Austria, Giulio Maggi, giovane studente universitario,  si arruolò nel Corpo Volontari Italiani di Giuseppe Garibaldi e fu incorporato nella 2ª Compagnia del 2º Reggimento Volontari Italiani comandata dal capitano Tommaso Marani.
Combatté valorosamente nella battaglia di Ponte Caffaro, ove fu tra i primi a conquistare il ponte, che segnava il confine di Stato tra Italia e Austria, uccidendo in un furioso corpo a corpo un soldato croato. Partecipò alle operazioni in Val Vestino e alla battaglia di Pieve di Ledro. Fu decorato della medaglia d'argento al Valor Militare e le sue lettere di guerra, scritte alla madre, sono state pubblicate da Paolo Cirri nel 2008.
Emigrò in America in cerca di fortuna e di lui non si seppe più nulla.